# Artabotrys brevipes
Artabotrys brevipes là loài thực vật có hoa thuộc họ Na. Loài này được Craib mô tả khoa học đầu tiên năm 1925.